# Hauptstraße 44 (Volkach)

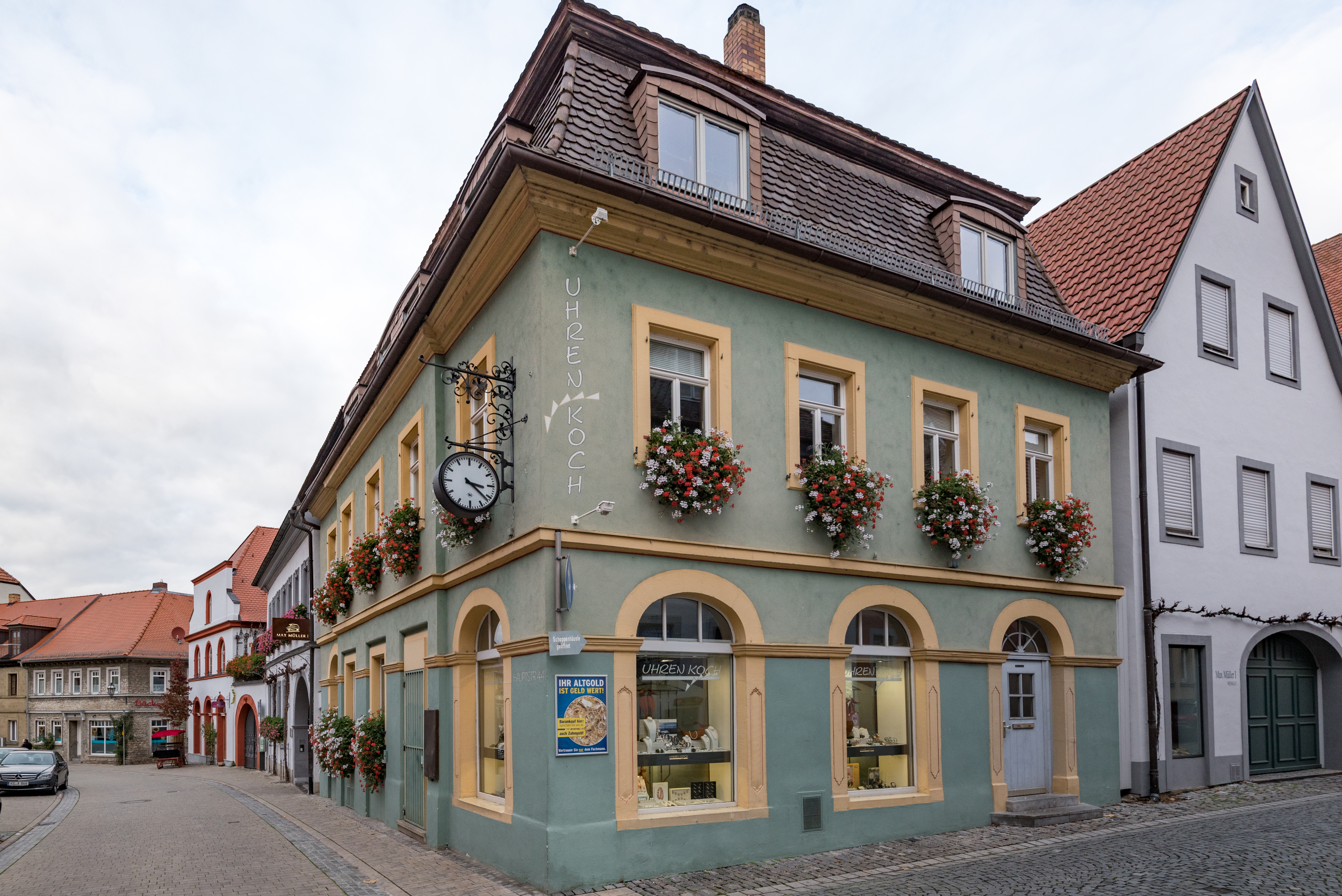
Das Haus in der Volkacher Hauptstraße

Hauptstraße 44 (früher Hausnummer 192) ist ein denkmalgeschütztes Gebäude in der Kernstadt des unterfränkischen Volkach. 

## Geschichte
Erstmals urkundlich erwähnt wurde das Haus bereits im Jahr 1689. Damals übte Andreas Hitzelberger hier sein Hutmacherhandwerk aus. Mit einer Taxierung von 405 Gulden gehörte das Anwesen zu den bedeutenderen Wohnhäusern der Stadt. Es war den Grafen von Schönborn in Gaibach zinspflichtig. Hitzelberger war noch im Jahr 1698 Eigentümer des Hauses, erst im Jahr 1713 kann Stefan Müntzer hier nachgewiesen werden. Er betrieb in den Räumlichkeiten eine Krämerei.
Von Müntzer aus gelangte es 1730 an Franz Spengler und 1736 an Andreas Sorg. Mit Johann Christian Breunig kann ein Mitglied einer der bedeutendsten Familien der Stadt im Haus nachgewiesen werden. Breunig veräußerte das Anwesen im Jahr 1771 an Albert Johann Zink, der wiederum einen Kramladen in den Räumlichkeiten einrichtete. Zu Beginn des 19. Jahrhunderts, so 1803 und 1811, ist als Händler ein gewisser Martin Hofmann nachweisbar. Zum Grundstück gehörten, wie in der Ackerbürgerstadt Volkach üblich, auch einige Feld- bzw. Ackerflurstücke außerhalb der Siedlung. 
Diese sind auch 1823 nachweisbar, als Franz Dürr die Handlung von Martin Hofmann übernahm. In einer Beschreibung des Anwesens aus dem Jahr 1835 tauchen neben dem Wohnhaus auch ein geräumiger Keller, ein Pferde- und ein Schweinestall im Rückraum des Gebäudes auf. Hier bestand eine Kelter zur Verarbeitung von Wein. Nach dem Tod des Franz Dürr im Jahr 1835 übernahm dessen Witwe Josepha das Haus. Im Jahr 1890 kann die Tochter des Ehepaares, Anna Dürr, hier nachgewiesen werden. Im Jahr 1904 richtete das Ehepaar Johann Baptist und Ottilie Heinrich eine Weinhandlung in dem Haus ein. Kurze Zeit war hier auch die Polizeistation des Postens Volkach untergebracht. 1951 bezog die Kreissparkasse die Räumlichkeiten, ehe 1965 ein Uhrengeschäft der Familie Koch die Räumlichkeiten übernahm. 

## Beschreibung
Das Haus Hauptstraße 44 wird vom Bayerischen Landesamt für Denkmalpflege als Baudenkmal eingeordnet. Untertägige Überreste von Vorgängerbauten sind als Bodendenkmal vermerkt. Es ist daneben Teil des Ensembles Altstadt Volkach. Es präsentiert sich als zweigeschossiges Eckhaus und schließt mit einem ausladenden Mansarddach ab. Das Dach ist die Verbindung zum Nachbarhaus Hauptstraße 46, das als das älteste Barockhaus der Stadt gilt. Die barockisierenden Elemente der weiteren Fassadengestaltung gehen auf eine Erneuerung des 19. Jahrhunderts zurück, darunter das umlaufende Kämpfergesims, die geohrten Fensterrahmungen und das Gurtgesims unterhalb der Dachtraufe. Die Rundbogenfenster gehen auf die Umgestaltung des Anwesens zu einem Geschäftshaus in der zweiten Hälfte des 20. Jahrhunderts zurück.